# Bestreiten
Das Bestreiten ist eine argumentative Figur. In alltäglichen Diskussionen wird das Bestreiten in der Regel vom bloßen Bezweifeln unterschieden.

## Abgrenzung
Wer eine Tatsache oder ein Argument des Gesprächspartners im Diskurs bestreitet, ist sich sicher, dass die Aussage falsch oder das Argument unrichtig begründet ist, und fühlt sich unmittelbar im Recht. Wer das gegnerische Vorbringen zwar für wenig wahrscheinlich oder schwach begründet hält, aber erst nachforschen oder überlegen muss, um Sicherheit zu gewinnen oder die in den Raum gestellte Behauptung oder Annahme zu widerlegen, zieht die Angaben des anderen dagegen zunächst nur in Zweifel. Eventuell kann er das mit der Aufforderung an den Diskussionspartner verbinden, seine Aussagen zu beweisen oder näher zu erklären; dem entspricht in der juristischen Auseinandersetzung das so genannte „Bestreiten mit Nichtwissen“. Ein ähnliches Verhältnis wie zwischen Bestreiten und Bezweifeln besteht zwischen den Argumentationsfiguren des Behauptens und des Vermutens.

## Juristische Sichtweise
In der juristischen Auseinandersetzung bedient man sich des Bestreitens prinzipiell auf analoge Weise wie in Diskussionen, die der lebensweltlichen Alltagslogik folgen. Allerdings ist das Bestreiten im juristischen Verständnis formal und systematisch sehr viel strenger definiert. Grundsätzlich handelt es sich um das unmittelbare Verteidigungsmittel einer Partei gegenüber gegnerischen Tatsachenbehauptungen. Das ist besonders im Zivilprozessrecht von Bedeutung, in dem das  Gericht aufgrund der Dispositionsmaxime den tatsächlichen Sachverhalt nicht von Amts wegen ermitteln darf, sondern seiner Urteilsfindung ausschließlich das Vorbringen der Parteien zu Grunde legen muss.
Parteien müssen sich im Zivilprozess grundsätzlich zum gegnerischen Sachvortrag erklären. Dies folgt aus § 138 Abs. 2 ZPO. Sie können ihm (ganz oder teilweise) zustimmen, widersprechen oder auch auf eine Stellungnahme verzichten. Ein Tatsachenvortrag, dem widersprochen wird, ist nach juristischer Definition bestritten. Abhängig davon, ob der Gegner eine vorgetragene Behauptung in zulässiger Weise bestritten hat oder nicht, gelten die betreffenden Tatsachen im weiteren Prozessverlauf als streitig (= vom Gegner bestritten) oder unstreitig (= unbestritten und daher vom Gericht als „wahr“ anzunehmen, soweit nicht das Gegenteil durch andere, sichere und möglichst auch substantiiert vorgetragene Tatsachen bewiesen ist). Tatsachen, denen von gegnerischer Seite ausdrücklich zugestimmt wurde, müssen in der Entscheidung selbst dann Berücksichtigung finden, wenn das Gericht sie im Übrigen für zweifelhaft hält. Doch auch, wenn Tatsachen nicht ausdrücklich bestritten werden, z. B. indem überhaupt keine Erklärung dazu abgegeben wird, gelten sie, was dem juristischen Laien oft nicht klar ist, ebenfalls als zugestanden („unstreitig“). Nur expliziter Beweis oder offenkundige Unmöglichkeit können dazu führen, dass das Gericht einen im Prozessverlauf nicht bestrittenen Tatsachenvortrag für widerlegt halten darf. Verfahrensrechtliche Grundlage im deutschen Recht ist § 138 ZPO.

### „Bestreiten mit Nichtwissen“
Siehe auch Vorbringen#Nichtwissen
Das sog. „Bestreiten mit Nichtwissen“ (richtigerweise: Erklärung mit Nichtwissen) wird in der deutschen Zivilprozessordnung in § 138 Abs. 4 ZPO behandelt. Es ist immer dann möglich, wenn der Bestreitende keine eigene Wahrnehmung über die Tatsache hat, die er bestreitet.
Dieses Institut ist deshalb nötig, da im Zivilprozess alle Tatsachen als zugestanden gelten, denen nicht widersprochen wird. Hat man jedoch keine eigene Wahrnehmung, ist ein substantiiertes Bestreiten unmöglich, weshalb man in diesem Fall ausnahmsweise mit Nichtwissen bestreiten darf. Dies ist für den juristischen Laien nur schwer zu differenzieren, zumal man eine solche (auch im Alltag übliche) Argumentationsweise standardsprachlich nicht als „Bestreiten“, sondern als „Anzweifeln“ bezeichnen würde.